# Bertram Boltwood
Bertram Borden Boltwood, född 27 juli 1870 i Amherst, Massachusetts, död 15 augusti 1927 i Hancock Point, Maine, var en amerikansk kemist. 
Boltwood blev 1897 filosofie doktor och tjänstgjorde flera år som assistent i kemi och fysik vid Yale University, där han 1910 blev professor i radiokemi. Hans tidigare undersökningar omfattade organiska och oorganiska klorider, men han nedlade sedermera ett synnerligen betydelsefullt arbete på radioaktivitetens område. Han fann vid 1904 påbörjade bestämningar, att förhållandet mellan mängderna radium och uran var konstant i äldre uranmineral, ett bevis för radiums härstamning från uran och upptäckte 1907 radiums direkta modersubstans, torium-230 (jonium), vars egenskaper han undersökte, och bestämde i samband därmed radiums livslängd (1908). Han framkastade även tanken på bly som slutprodukt i uran-radiumserien (1907), liksom han även tidigt framhöll aktiniums samband med denna serie. Flertalet av hans arbeten är publicerade i "American Journal of Science".